# Trilogia das Cores
Trilogia das Cores é uma trilogia de filmes do cineasta polonês Krzysztof Kieślowski:
- Trois couleurs: Bleu (no Brasil: A liberdade é azul, em Portugal: Três Cores: Azul) de 1993
- Trois couleurs: Blanc (no Brasil: A igualdade é branca, em Portugal: Três Cores: Branco) de 1994
- Trois couleurs: Rouge (no Brasil A fraternidade é vermelha, em Portugal: Três Cores: Vermelho) de 1994